# تئاتر دینر
نمایش غذاخوری یا تئاتر دینر (انگلیسی: Dinner theater؛ که گاهی دینر و نمایش نامیده می‌شود) گونه‌ای از پذیرایی است که در آن هنگام اجرای نمایش یا موزیکال غذا صرف می‌شود. «دینر و نمایش» می‌تواند به وعده غذایی رستوران در ترکیب با کنسرت زنده اشاره داشته باشد که در آن مشتریان هنگام وقفه در صرف غذا به اجرا گوش می‌دهند.